# Trimalaconothrus aureopunctatus
Trimalaconothrus aureopunctatus är en kvalsterart som först beskrevs av Hammer 1979.  Trimalaconothrus aureopunctatus ingår i släktet Trimalaconothrus och familjen Malaconothridae. Inga underarter finns listade i Catalogue of Life.